# Trần Quyết
Trần Quyết (1922–2010) là một cựu chính khách Việt Nam. Ông từng là Đại biểu Quốc hội Việt Nam khóa VIII (1987–1992); nguyên Ủy viên Ban Chấp hành Trung ương Đảng Cộng sản Việt Nam khóa IV, V, VI, nguyên Bí thư Trung ương Đảng khóa VI (từ năm 1986 đến 1991), nguyên Viện trưởng Viện kiểm sát nhân dân tối cao.

## Thân thế và bước đầu hoạt động
Ông tên thật là Phạm Văn Côn, sinh ngày 12 tháng 2 năm 1922 tại thôn Ngọc Động, xã Hoàng Đông, huyện Duy Tiên, tỉnh Hà Nam
Tuổi trưởng thành, ông thường xuyên đến trông nhà cho người chú ruột, một người Cộng sản, ở Gia Viễn, Ninh Bình. Ông sớm chịu ảnh hưởng của người chú ruột, bấy giờ đang hoạt động trong phong trào Mặt trận Dân chủ Đông Dương. Năm 1939, khi phong trào Mặt trận Dân chủ Đông Dương bị chính quyền thực dân đàn áp, ông đã nhận tội tàng trữ tài liệu để cứu người chú đã bị bắt trước đó nhưng chưa đủ bằng chứng kết tội.
Do chưa đủ tuổi thành niên, ông chỉ bị giam một thời gian ngắn. Sau khi được trả tự do, ông trở về Duy Tiên tìm cách bắt liên lạc để hoạt động. Năm 1940, ông tham gia Đoàn Thanh niên Phản đế Đông Dương. Nhà ông trở thành trạm liên lạc của các lãnh đạo Xứ ủy Bắc kỳ. Do những hoạt động tích cực trong việc xây dựng cơ sở, tổ chức rải truyền đơn, dán khẩu hiệu, treo cờ Việt Minh để tuyên truyền gây thanh thế ở ga Đồng Văn, cầu Nhật Tựu, hội Chùa Hương,... Năm 1941, ông được kết nạp vào Đảng Cộng sản Đông Dương.
Tháng 4 năm 1942, do bị lộ, ông cùng một số đồng chí bị bắt, đưa về Sở Mật thám Nam Định giam và thẩm vấn trong 2 tháng, sau đưa về Hà Nam để xét xử. Tòa sơ thẩm kết án 3 năm tù, 5 năm quản thúc. Ông cùng các đồng chí chống án và được tòa thượng thẩm xử trắng án do chứng cứ chưa rõ ràng.
Tuy nhiên, ông vẫn không được trả tự do mà vẫn bị quản thúc chặt chẽ. Sau ông bị đưa ông lên Sở Mật thám Hà Nội và đưa đi an trí (tù không số) ở căng Bá Vân (nay thuộc xã Bình Sơn, thành phố Sông Công, tỉnh Thái Nguyên). Tại đây, ông gặp lại người chú ruột bị bắt từ năm 1939. Trong thời gian này, ông được tiếp xúc với một số cán bộ Cộng sản có tên tuổi như Trần Huy Liệu, Vương Thừa Vũ, Hà Kế Tấn... Tháng 4 năm 1943, ông được ông Trần Huy Liệu giới thiệu kết nạp Đảng lần thứ hai tại căng Bá Vân.
Cuối năm 1944, phong trào Việt Minh ở Thái Nguyên, Đình Cả, Tràng Xá, Bắc Sơn lên cao. Lo ngại sự liên lạc giữa các chính trị phạm với bên ngoài, chính quyền thực dân Pháp đã cho di chuyển trại từ căng Bá Vân lên Nghĩa Lộ (nay thuộc huyện Văn Chấn, tỉnh Yên Bái) và siết chặt kỷ luật, đề phòng trốn trại. Tháng 3 năm 1945, nhiều chính trị phạm tham gia bạo động phá căng Nghĩa Lộ, nhưng sự việc bất thành. Dù có một số tù nhân đào thoát được, nhưng hầu hết đều bị bắt lại, 7 người bị bắn chết. Do sự che chở của một bà cụ nghèo người Tày, được gọi là mẹ Thanh, nên ông thoát khỏi sự truy lùng và còn được bà chia sẻ phần cơm ít ỏi.
Sau khi vượt ngục, ông tìm cách về lại Hà Nam hoạt động, tham gia lãnh đạo cướp chính quyền tại tỉnh Hà Nam. Sau Cách mạng tháng 8, ông được phân công tham gia Thường vụ Tỉnh ủy Hà Nam, phụ trách quân sự và an ninh (bao gồm liêm phóng và cảnh sát) với tên mới Phạm Văn Biên.

## Gắn bó với vùng Tây Bắc
Tháng 6 năm 1946, ông được phân công lên Sơn La, làm Chủ nhiệm Việt Minh tỉnh. Năm 1947, ông làm Bí thư Tỉnh ủy Sơn La, Ủy viên Khu ủy Khu 14. Năm 1948, Khu 14 sáp nhập vào Khu 10 thành Liên khu 10, ông được cử làm Ủy viên Liên khu ủy. Năm 1949, Liên khu Việt Bắc được thành lập, ông làm Ủy viên Liên khu ủy.
Năm 1952, để chuẩn bị cho Chiến dịch Tây Bắc, Trung ương quyết định lập lại Khu ủy Tây Bắc. Ông được phân công làm Khu ủy viên với bí danh Trần Quyết, cùng với các ông Bùi Quang Tạo (Bí thư), Bằng Giang, Vũ Nhất. Sau chiến dịch, ông được phân công giữ chức Bí thư Tỉnh ủy Sơn La lần thứ 2. Đầu năm 1953, ông được ông Trần Quốc Hoàn cử sang làm Giám đốc Khu Công an Tây Bắc, có bốn Ty Công an trực thuộc là Sơn La, Lai Châu, Lào Cai, Nghĩa Lộ, với nhiệm vụ tiếp quản vùng giải phóng, ngăn chặn đề phòng các hoạt động gây phỉ, nổi loạn ở biên giới Việt – Trung, biên giới Việt – Lào. Trên những cương vị này, ông đã góp nhiều công sức tạo được ảnh hưởng của Việt Minh tại vùng Tây Bắc, tạo điều kiện cho sự ủng hộ của dân chúng vùng Tây Bắc với chính phủ Việt Nam Dân chủ Cộng hòa. Trong Chiến dịch Điện Biên Phủ, ông được đồng chí Bộ trưởng Trần Quốc Hoàn giao nhiệm vụ là Trưởng ban Bảo vệ chiến dịch, góp phần không nhỏ trong việc bảo đảm an toàn cho sở chỉ huy cũng như các tuyến giao thông chi viện.
Năm 1955, ông được phân công làm Thường vụ Khu ủy, Giám đốc Công an Khu Tây Bắc, đến năm 1958, là Phó bí thư Khu ủy. Trên cương vị này, ông là một trong những chỉ huy chính trong những chiến dịch tiễu phỉ, cũng như các chiến dịch phản gián, câu nhử, truy bắt các toán điệp viên, biệt kích của người Mỹ và Việt Nam Cộng hòa tung ra miền Bắc.

## Công tác lãnh đạo lực lượng Công an
Năm 1963, ông được điều về Bộ Công an, làm Cục trưởng Cục Bảo vệ nội bộ, Bộ Công an. Năm 1967, ông được bổ nhiệm làm Thứ trưởng Bộ Công an, phụ trách tổ chức cán bộ, hậu cần và tới năm 1972 được giao phụ trách lực lượng cảnh sát. Từ năm 1967 đến năm 1974 ông làm Bí thư Đảng ủy cơ quan Bộ Công an.
Cuối năm 1975, Bộ Nội vụ mới được thành lập trên cơ sở hợp nhất Bộ Công an và một số bộ phận của Bộ Nội vụ cũ. Ông là Thứ trưởng Bộ Nội vụ, được phân công làm Trưởng ban đại diện của Bộ Nội vụ ở miền Nam. Tháng 12 năm 1976, tại Đại hội Đảng toàn quốc lần thứ 4, ông được bầu làm Ủy viên Ban Chấp hành Trung ương Đảng. Tháng 7 năm 1977, ông được bổ nhiệm làm Tư lệnh kiêm Chính ủy Lực lượng Công an nhân dân Vũ trang và được phong quân hàm Trung tướng (cấp bậc cao nhất theo quy định của Pháp lệnh Công an nhân dân Vũ trang bấy giờ). Với những cương vị này, ông là chỉ huy cao nhất của lực lượng công an, chỉ đạo điều tra nhiều vụ án hình sự quan trọng tại miền Nam như Vụ án Thanh Nga, Vụ án Hồ Con Rùa..., đồng thời chỉ đạo công tác an ninh như trấn áp lực lượng FULRO, phản gián, truy lùng các điệp viên của Mỹ cài lại Việt Nam thời hậu chiến..., cũng như các hoạt động biên phòng chống lại sự xâm nhập của lực lượng Khmer Đỏ.
Năm 1980, Lực lượng Công an nhân dân Vũ trang được chuyển thuộc Bộ Quốc phòng. Ông tiếp tục giữ chức vụ Thứ trưởng Bộ Nội vụ, phụ trách lực lượng Cảnh sát và Cảnh vệ.. Tháng 3 năm 1982, ông tái cử Ủy viên Ban Chấp hành Trung ương Đảng. Thời gian này, do Bộ trưởng đương nhiệm là ông Phạm Hùng tập trung vào nhiệm vụ của Ủy viên Bộ Chính trị và Phó Chủ tịch Hội đồng Bộ trưởng, có lúc phải đi chữa bệnh ở nước ngoài nhiều tháng, vì vậy mà công việc của Bộ tập trung vào ông và một Thứ trưởng khác là ông Trần Đông.

## Lãnh đạo Viện Kiển sát Nhân dân Tối cao
Tháng 12 năm 1986, tại Đại hội Đảng toàn quốc lần thứ 6, ông lại tái cử Ủy viên Ban Chấp hành Trung ương Đảng và được bầu làm Ủy viên Ban Bí thư Trung ương Đảng. Tháng 6 năm 1987, trên cương vị Đại biểu Quốc hội khóa VIII, ông được bầu là Viện trưởng Viện kiểm sát nhân dân tối cao. Ông giữ chức vụ đến tháng 10 năm 1992 thì nghỉ hưu.
- Ngày 1 tháng 3 năm 2010 ông từ trần tại Bệnh viện Trung ương Quân đội 108 vào hồi 0 giờ 39 phút. Thi hài được an táng tại Nghĩa trang Mai Dịch, Hà Nội.[7]

## Giải thưởng và tưởng nhớ
Do những đóng góp của mình, ông được Nhà nước Việt Nam và Đảng Cộng sản Việt Nam trao tặng:
- Huân chương Sao Vàng[8]
- Huân chương Hồ Chí Minh
- Huân chương Kháng chiến hạng Nhất,
- Huân chương Kháng chiến chống Mỹ hạng Nhất
- Huân chương Quân công hạng Nhất
- Huy hiệu 60 năm tuổi Đảng

Và nhiều Huân chương, Huy chương cao quý khác.
Đầu năm 2011, một quyển sách với tựa đề "Trung tướng Trần Quyết – người cộng sản trung kiên"' do Nhà Xuất bản Văn hóa – Thông tin ấn hành nhân một năm ngày mất của ông.

## Gia đình
Ông lập gia đình với bà Điều Thị Hảo, dân tộc Thái. Chức vụ cuối cùng trước khi về hưu của bà là Vụ trưởng Ủy ban Dân tộc Trung ương.
Ông bà có với nhau 4 người con, về sau đều là cán bộ chính quyền. Một người con trai của ông bà là Phạm Ngọc Quảng nối nghiệp cha, nguyên là Phó Tổng cục trưởng Tổng cục V, Bộ Công an, hàm Trung tướng.